# Lukánie
Lukánie (latinsky a italsky Lucania) je historické území rozkládající se na jihu Itálie a sahající od pobřeží Tyrhénského moře k Tarentskému zálivu. Ve starověku se tak nazývala oblast přibližně vymezená většinou území dnešního regionu Basilicata a jižní třetinou Kampánie. Nazvaná byla podle Lukánů, kteří oblast obývali.

## Zajímavost
V průběhu starověku byly v této oblasti náhodně objevovány zkamenělé otisky stop pravěkých živočichů, nejspíš i druhohorních dinosaurů. Fosilie byly interpretovány jako pozůstatky po činnosti slavných mytologických bytostí, jako byl například Héraklés. Zprávy o těchto objevech se dochovaly v díle některých starověkých učenců, jako byl tzv. Pseudo-Aristotelés nebo Lúkianos ze Samosaty.

## Galerie

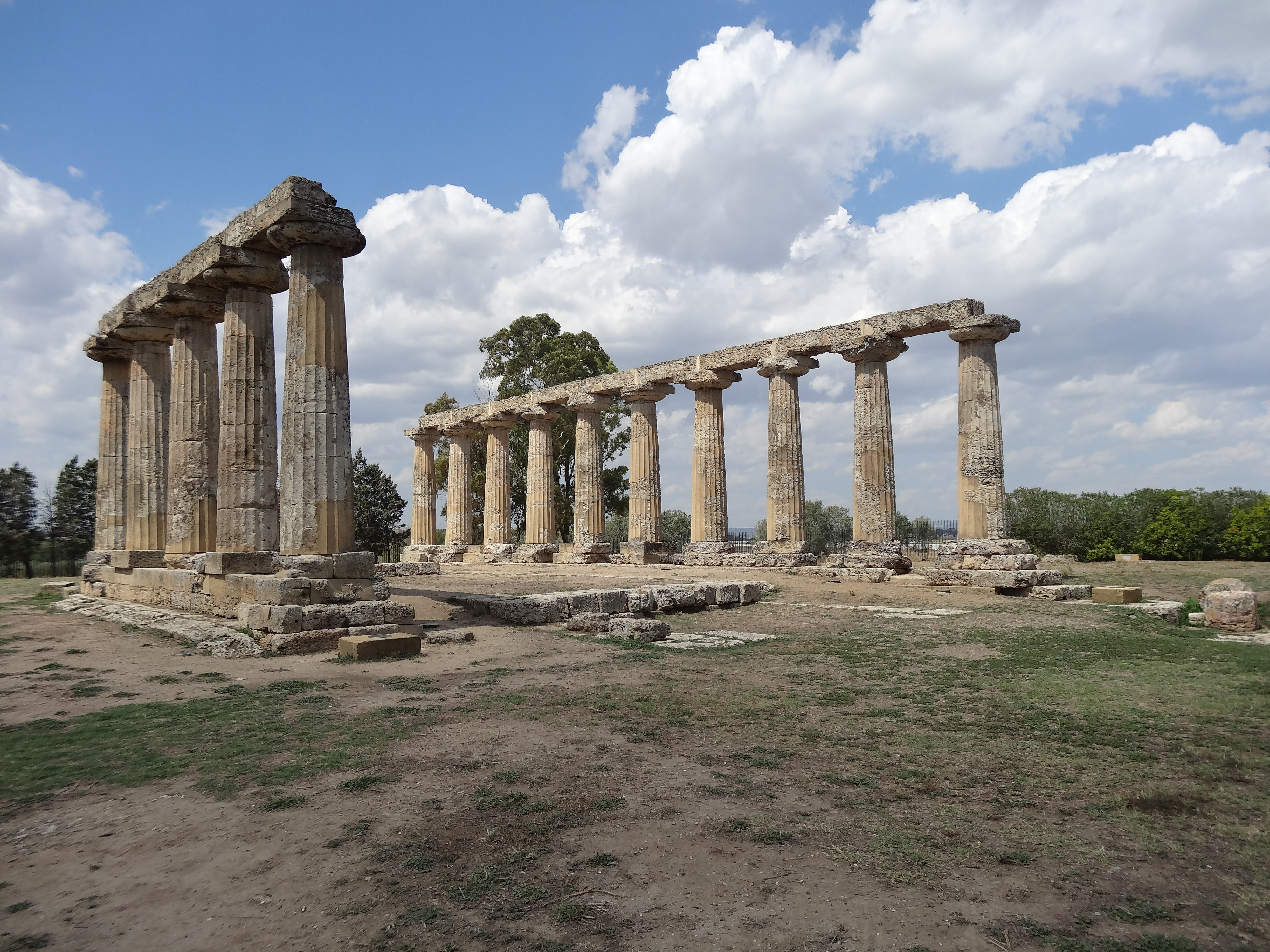
Metaponto
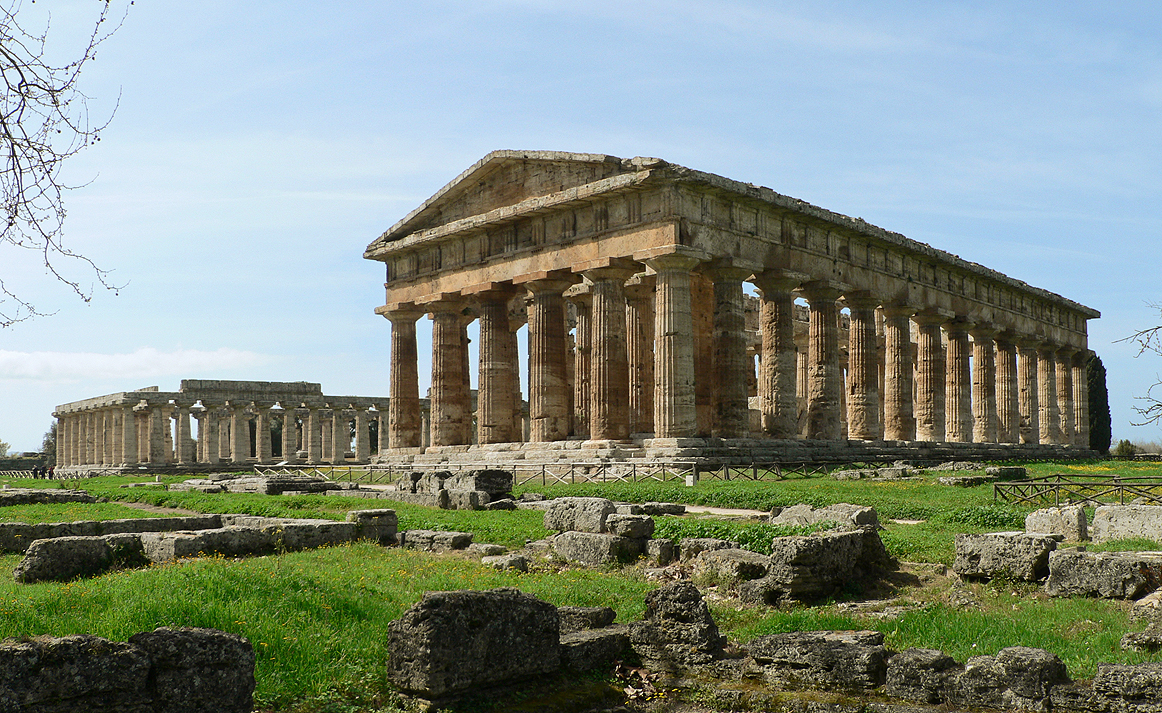
Paestum
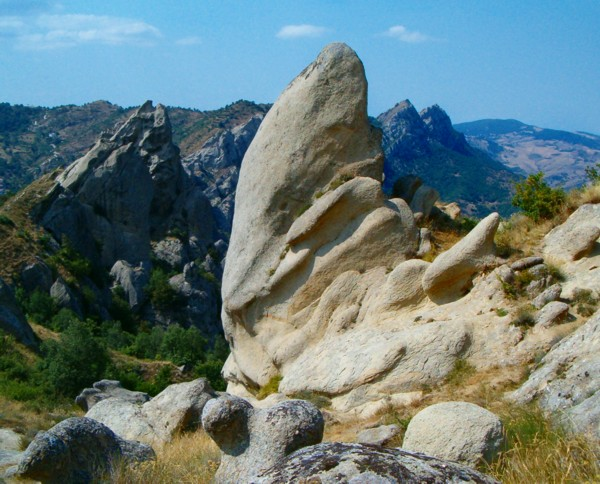
Lukánské dolomity (Dolomiti Lucane)